# Stenocephalemys albocaudata
Stenocephalemys albocaudata là một loài động vật có vú trong họ Chuột, bộ Gặm nhấm. Loài này được Frick mô tả năm 1914.
Nó chỉ được tìm thấy ở Ethiopia. Môi trường sống tự nhiên của nó là vùng cây bụi nhiệt đới hoặc cận nhiệt đới và đồng cỏ nhiệt đới hoặc cận nhiệt đới.